# Rodeiro (kommun i Brasilien)
Rodeiro är en kommun i Brasilien.   Den ligger i delstaten Minas Gerais, i den sydöstra delen av landet, 800 km sydost om huvudstaden Brasília. Antalet invånare är 6 863.
Följande samhällen finns i Rodeiro:
- Rodeiro

Omgivningarna runt Rodeiro är huvudsakligen savann. Runt Rodeiro är det glesbefolkat, med 14 invånare per kvadratkilometer.